# Beaucamps-le-Vieux
Beaucamps-le-Vieux település Franciaországban, Somme megyében. Lakosainak száma 1421 fő (2022. január 1.). Beaucamps-le-Vieux Le Quesne, Beaucamps-le-Jeune, Brocourt, Lafresguimont-Saint-Martin, Liomer, Neuville-Coppegueule, Saint-Aubin-Rivière és Saint-Germain-sur-Bresle községekkel határos.

## Népesség
A település népességének változása:
| Lakosok száma | 1409 | 1412 | 1439 | 1421 | 1424 | 1422 | 1452 | 1448 | 1421 |
|               | 2013 | 2015 | 2016 | 2017 | 2018 | 2019 | 2020 | 2021 | 2022 |